# Kliny (powiat poznański)
Kliny – wieś w Polsce położona w województwie wielkopolskim, w powiecie poznańskim, w gminie Czerwonak.
W latach 1975–1998 miejscowość należała administracyjnie do województwa poznańskiego.